# Michelle Randolph
Michelle Randolph, född 11 september 1997 i Orange County, Kalifornien, är en amerikansk modell och skådespelare.
Randolph har bland annat medverkat i TV-serien 1923 där hon spelade Elizabeth Strafford som gifter sig in Duttonfamiljen. Hon har även medverkat i TV-serien Landman där hon spelar en av huvudrollerna Ainsley Norris. År 2026 kommer hon dessutom att medverka i skräckfilmen Scream 7, detta i en i nuläget helt okänd roll.

## Filmografi (i urval)
- 2022–2023 – 1923 (TV-serie)
- 2024 – Landman (TV-serie)
- 2026 – Scream 7